# Kokšín (hradiště)
Kokšín je hradiště na vrchu Kokšín (684 m n. m.) u Mítova nedaleko Nových Mitrovic v okrese Plzeň-jih. Severně od hradiště se nachází přírodní rezervace Kokšín. Samotné hradiště je chráněné jako kulturní památka ČR.
Hradiště na Kokšíně nebylo archeologicky zkoumáno a nejsou známé žádné nálezy, které by umožnily jeho datování. Pravděpodobně vzniklo v době halštatské. Opevnění mělo obdélný nebo oválný půdorys s rozměry asi 160 × 90 metrů. Dochoval se z něj 0,3–0,7 metru vysoký kamenný val, který je nejlépe patrný v délce osmdesát metrů na jižní straně. Celková délka opevnění měří přes 400 metrů. V okolí hradiště se těžila železná ruda.